# Archytas lanei
Archytas lanei là một loài ruồi trong họ Tachinidae.